# Antístia
Antístia foi a primeira esposa de Pompeu, que se casou com ela em 86 a.C. e a repudiou em 82 a.C., por ordem de Sula, para se casar com Emília Escaura, enteada do tirano. Era filha de Calpúrnia e de Publius Antistius, um juiz da plebe. Quando ficou noiva de Pompeu, ele estava sendo acusado de apropriação indébita dos saques feitos pelo exército romano nos movimentos finais da Guerra Social contra as tribos itálicas, mas ela intercedeu por Pompeu junto ao pai, que era um dos juízes do caso, e ele foi absolvido. 
O pai de Antístia foi assassinado por Carbo, por ser partidário de Sula, e a mãe dela se matou em seguida. Sula, no entanto, queria uma aliança com Pompeu e o forçou a repudiar Antístia para se casar com sua enteada Emília, que era casada, estava grávida e também foi forçada a deixar o marido. 